# Himalopsyche paranomala
Himalopsyche paranomala är en nattsländeart som beskrevs av Tian, Sun in Tian, Li, Yang och Sun, in Chen, editor 1993. Himalopsyche paranomala ingår i släktet Himalopsyche och familjen rovnattsländor. Inga underarter finns listade i Catalogue of Life.